# Escut de Vila-sacra
L'escut oficial de Vila-sacra té el següent blasonament:
Escut caironat: de sinople, un castell de sable obert acostat de 2 rodes d'or. Per timbre una corona mural de poble.

## Història
Va ser aprovat el 5 de juliol de 1994 i publicat al DOGC el 20 de juliol del mateix any amb el número 1923.
S'hi representa el castell del poble (segle xi), que va pertànyer als Cruïlles. Els monjos de Sant Pere de Rodes el van comprar el 1240, i aquest monestir hi és simbolitzat per les dues rodes.